# Kujawy-Pomorze
Kujawy-Pomorze là một tỉnh của Ba Lan. Tỉnh này nằm ở trung độ phía bắc Ba Lan, ở ranh giới giữa hai vùng lịch sử mà tỉnh này lấy tên theo: Kuyavia (tiếng Ba Lan: Kujawy) và Pomerania (tiếng Ba Lan: Pomorze). Tỉnh được lập ngày 1 tháng 1 năm 1999 theo cuộc cải cách chính quyền địa phương năm 1998. Tỉnh lỵ là Bydgoszcz. Tỉnh có diện tích 17.969,72 ki-lô-mét vuông, dân số thời điểm giữa năm 2004 là 2.067.548 người.

## Các thành phố thị xã
Tỉnh có thành phố và thị xã. Bản sau đây sắp xếp theo thứ tự dân số giảm dần (số liệu dân số thời điểm năm 2006)
| Bydgoszcz (364.953) Toruń (207.381) Włocławek (119.608) Grudziądz (99.299) Inowrocław (77.095) Brodnica (27.624) Świecie (25.614) Chełmno (20.388) Nakło nad Notecią (19.409) Rypin (16.565) Chełmża (15.273) Solec Kujawski (15.060) Lipno (14.834) Żnin (14.052) Tuchola (13.935) Wąbrzeźno (13.796) Golub-Dobrzyń (13.006) Mogilno (12.359) | Aleksandrów Kujawski (12.359) Ciechocinek (10.855) Koronowo (10.784) Kruszwica (9.373) Szubin (9.326) Sępólno Krajeńskie (9.258) Janikowo (9.111) Barcin (7.810) Gniewkowo (7.254) Nowe (6.252) Strzelno (6.054) Pakość (5.789) Więcbork (5.788) Radziejów (5.756) Kcynia (4.679) Brześć Kujawski (4.522) Piotrków Kujawski (4.509) Łabiszyn (4.473) | Mrocza (4.203) Janowiec Wielkopolski (4.114) Kowalewo Pomorskie (4.055) Jabłonowo Pomorskie (3.658) Kowal (3.484) Skępe (3.442) Łasin (3.276) Lubraniec (3.207) Izbica Kujawska (2.783) Dobrzyń nad Wisłą (2.269) Kamień Krajeński (2.251) Nieszawa (2.012) Chodecz (1.936) Radzyń Chełmiński (1.915) Górzno (1.362) Lubień Kujawski (1.299) |